# Feral Tribune
Feral Tribune war eine linksorientierte satirische politische Wochenzeitung aus Split, herausgegeben vom gleichnamigen Verlag und gegründet von Viktor Ivančić, Predrag Lucić und Boris Dežulović. Sie erschien seit etwa Mitte der 1980er Jahre zunächst als Wochenendbeilage der Tageszeitung Slobodna Dalmacija. Im Jahre 1993 trennte sich die Redaktion der Feral Tribune von dem damals regierungsfreundlichen Mutterblatt.
Der Name Feral Tribune ist eine Anspielung auf die amerikanische, international anerkannte International Herald Tribune; feral ist das englische Wort für „wild“ oder „verwildert“. In der Zeit des Kroatien-Krieges nahm die Spliter Redaktion eine kritische Haltung ein und schrieb schonungslos über steigenden Nationalismus und Kriegsverbrechen im eigenen Land.
Auch nach Ende der konservativen Tuđman-Ära beleuchtete die Zeitung gesellschaftliche, wirtschaftliche und politische Missstände. Die satirischen Titelblätter und Texte sowie die kritischen Kommentare brachten der Satire-Zeitung zahlreiche Klagen wegen Beleidigung und Verunglimpfung ein. Die angespannte finanzielle Lage bedrohte die Existenz schon damals. Die Gerichtsurteile lösten besonders bei ausländischen Medienvertretern eine breite Solidarität aus. Organisationen wie Reporter ohne Grenzen oder die International Federation of Journalists machten auf die Lage der Redaktion aufmerksam, und man sammelte Spenden, um eine Auffanggesellschaft zu gründen, die eine Weiterführung der Zeitung ermöglichte.
Der serbische Schriftsteller und Träger des Leipziger Buchpreises zur Europäischen Verständigung Bora Ćosić war u. a. Kolumnist bei der Feral Tribune.
Da die finanziellen Schwierigkeiten nicht überwunden werden konnten, erschien am 15. Juni 2008 die letzte Ausgabe.
Feral erhielt zahlreiche internationale Auszeichnungen. Im Jahre 1998 wurde sie zur besten satirischen Zeitung der Welt gewählt.